# Parafia Najświętszego Serca Jezusowego w Kurowicach
Parafia pw. Najświętszego Serca Jezusowego w Kurowicach – parafia rzymskokatolicka znajdująca się w archidiecezji łódzkiej w dekanacie Łódź-Olechów. Mieści się przy ulicy Pocztowej w Kurowicach. Parafię prowadzą księża diecezjalni.